# Marcel Masse
Ne pas confondre avec Marcel Massé du Parti libéral.
Pour les articles homonymes, voir Masse (homonymie).
Marcel Masse (né le 27 mai 1936 à Saint-Jean-de-Matha, mort le 25 août 2014 à Sainte-Agathe-des-Monts) est un administrateur et homme politique provincial  et fédéral du Québec.

## Biographie
Né à Saint-Jean-de-Matha, dans la région de Lanaudière, Marcel Masse est le fils de Rosaire Masse, médecin (chirurgien), et d'Angéline Clermont. Il obtient un diplôme en pédagogie à l'école normale Jacques-Cartier. Il étudie ensuite en histoire à l'Université de Montréal, en science politique à l'Institut des sciences politiques de Paris, en civilisation française à la Sorbonne, en histoire politique et économique au Commonwealth au City of London College. Il épouse Cécile Martin le 30 août 1960 à Joliette. De 1962 à 1966, il est enseignant d'histoire dans une école de la Commission scolaire régionale Lanaudière, à Joliette,.

### Politique provinciale
Élu député de l'Union nationale dans la circonscription provinciale de Montcalm en 1966, il est ministre d'État à l'Éducation de 1966 à 1967, à la Fonction publique de 1967 à 1969 et à l'Office de développement de l'Est du Québec de 1968 à 1970 et ministre des Affaires intergouvernementales de 1969 à 1970 dans le gouvernement de Daniel Johnson (père) (1966 à 1968) et celui de Jean-Jacques Bertrand (1968 à 1970). Réélu député en 1970, il se présente à la course au leadership de l'UN mais perd par 21 votes derrière Gabriel Loubier. Il quitte ensuite Unité-Québec et siège comme député indépendant jusqu'à la fin de son mandat en 1973. En 1974, il est embauché par la firme Lavalin, à titre d'administrateur.

### Politique fédérale
Tentant d'être élu député du Parti progressiste-conservateur du Canada dans la circonscription fédérale de Labelle, il est défait par le libéral Maurice Dupras en 1974 et en 1980. Élu dans Frontenac en 1984, il est réélu en 1988. Il ne se représente pas en 1993.
Durant son passage à la Chambre des communes, il est ministre des Communications de 1984 à 1986 et de 1989 à 1991, ministre responsable de la région du Québec de 1986 à 1990, ministre de l'Énergie, des Mines et des Ressources de 1986 à 1989 et ministre de la Défense nationale de 1991 à 1993.
Durant les négociations sur l'Accord de libre-échange canado-américain il se positionne contre les positions ne déterminant pas clairement la souveraineté culturelle du Canada. Ce positionnement est perçu comme un obstacle à la réalisation de l'ALENA pour Mulroney et le convainc de muter Masse de son poste de ministre des Communications à celui de l'Énergie, en 1986. Après la ratification de l'accord, Masse retrouve le poste de ministre des Communications. Comme plusieurs de ses collègues, il ne se représente pas à l'élection générale de 1993.

### Retraite
Après avoir quitté la politique fédérale, Masse préside l'un des 14 comités régionaux créés dans le but de permettre à la population de comprendre l'enjeu de l'indépendance du Québec et de préparer le référendum de 1995. Il est également président du Conseil de la langue française du Québec en 1995. Du 1er janvier 1996 au 2 juin 1997, il est délégué général du Québec à Paris. Il siège aussi à la Commission des biens culturels du Québec. Il est le fondateur de la Société du patrimoine politique du Québec (SOPPOQ).
Il meurt le 25 août 2014  à Sainte-Agathe-des-Monts, dans Les Laurentides. Ses obsèques et son inhumation ont lieu à Joliette, le 1er septembre 2014.

## Archives
Un fonds d’archives de Marcel Masse est conservé au centre d’archives de Québec de  Bibliothèque et Archives nationales du Québec. Il y a aussi un fonds Marcel Masse à Bibliothèque et Archives Canada. 

## Honneurs
- 1968 :  plus bel homme du Canada
- 1970 : citoyen d'honneur de la ville de Royan (France)[1]
- 1989 : commandeur de l'Ordre de la Pléiade[1]
- 1995 : officier de l'Ordre national du Québec[2].
- 1999 : officier de la Légion d'honneur (France)[1]
- 2008 : commandeur de l'Ordre des Palmes Académiques[1]
- 2012 : médaille Bene merenti de Patria[10]